# Collegio uninominale Umbria - 01 (Senato della Repubblica 2017)
Il collegio elettorale uninominale Umbria - 01 è stato un collegio elettorale uninominale della Repubblica Italiana per l'elezione del Senato tra il 2017 ed il 2022.

## Territorio
Come previsto dalla legge elettorale italiana del 2017, il collegio era stato definito tramite decreto legislativo all'interno della circoscrizione Umbria.
Era formato dal territorio di 32 comuni: Assisi, Bastia Umbra, Bettona, Castiglione del Lago, Citerna, Città della Pieve, Città di Castello, Collazzone, Corciano, Costacciaro, Deruta, Fossato di Vico, Gualdo Tadino, Gubbio, Lisciano Niccone, Magione, Marsciano, Monte Santa Maria Tiberina, Montone, Paciano, Panicale, Passignano sul Trasimeno, Perugia, Piegaro, Pietralunga, San Giustino, Scheggia e Pascelupo, Sigillo, Torgiano, Tuoro sul Trasimeno, Umbertide, Valfabbrica.
Il collegio era parte del collegio plurinominale Umbria - 01.

## Eletti
| Elezione | Elezione | Senatore          | Partito           |
| -------- | -------- | ----------------- | ----------------- |
|          | 2018     | Francesco Zaffini | Fratelli d'Italia |

## Dati elettorali

### XVIII legislatura
Come previsto dalla legge elettorale, 116 senatori erano eletti con sistema a maggioranza relativa in altrettanti collegi uninominali a turno unico.
| Candidati              | Candidati                   | Voti    | %     | Liste                    | Voti    | %     |
| ---------------------- | --------------------------- | ------- | ----- | ------------------------ | ------- | ----- |
|                        | Francesco Zaffini ✔️ Eletto | 91 461  | 36,14 | Lega                     | 49 992  | 19,75 |
| Forza Italia           | Francesco Zaffini ✔️ Eletto | 91 461  | 36,14 | 27 745                   | 10,96   |       |
| Fratelli d'Italia      | Francesco Zaffini ✔️ Eletto | 91 461  | 36,14 | 12 492                   | 4,94    |       |
| Noi con l'Italia - UDC | Francesco Zaffini ✔️ Eletto | 91 461  | 36,14 | 1 232                    | 0,49    |       |
|                        | Giampiero Giulietti         | 75 423  | 29,80 | Partito Democratico      | 68 822  | 27,19 |
| +Europa                | Giampiero Giulietti         | 75 423  | 29,80 | 4 616                    | 1,82    |       |
| Civica Popolare        | Giampiero Giulietti         | 75 423  | 29,80 | 995                      | 0,39    |       |
| Italia Europa Insieme  | Giampiero Giulietti         | 75 423  | 29,80 | 990                      | 0,39    |       |
|                        | Francesca Tizi              | 66 210  | 26,16 | Movimento 5 Stelle       | 66 210  | 26,16 |
|                        | Adolfo Orsini               | 7 597   | 3,00  | Liberi e Uguali          | 7 597   | 3,00  |
|                        | Fabio Sebastiani            | 3 424   | 1,35  | Potere al Popolo!        | 3 424   | 1,35  |
|                        | Serenella Filangeri         | 2 374   | 0,94  | CasaPound                | 2 374   | 0,94  |
|                        | Marco Sciamanna             | 2 315   | 0,91  | Il Popolo della Famiglia | 2 315   | 0,91  |
|                        | Matteo Polito               | 2 308   | 0,91  | Partito Comunista        | 2 308   | 0,91  |
|                        | Fulvio Maiorca              | 1 283   | 0,51  | Italia agli Italiani     | 1 283   | 0,51  |
|                        | Franco Valentini            | 487     | 0,19  | Partito Valore Umano     | 487     | 0,19  |
|                        | Bruna Barbetti              | 196     | 0,08  | PRI - ALA                | 196     | 0,08  |
| Totale                 | Totale                      | 253 078 | 100   |                          | 253 078 | 100   |
|                        |                             |         |       |                          |         |       |
| Voti non validi        | Voti non validi             | 7 154   | 2,75  |                          |         |       |
| Votanti                | Votanti                     | 260 232 | 79,04 |                          |         |       |
| Elettori               | Elettori                    | 329 241 |       |                          |         |       |